# Michael Skelde
Michael Skelde (Horsens, 13 augustus 1974) is een voormalig wielrenner uit Denemarken, die in het verleden onder meer uitkwam voor Team Fakta. Hij was actief als beroepsrenner van 1997 tot 2008, en was nadien werkzaam als manager en ploegleider in de wielersport.

## Erelijst
1999
- 2e etappe Ronde van Rhodos

2000
- Dortmund-Brackel

2001
- Deens kampioen ploegentijdrit, Elite (met Jørgen Bo Petersen en Jimmy Hansen)

## Resultaten in voornaamste wedstrijden
| Jaar | Amstel Gold Race |
| ---- | ---------------- |
| 2002 | 86e              |